# Jerzy Urbankiewicz
Jerzy Urbankiewicz (ur. 23 czerwca 1915 w Łodzi, zm. 11 sierpnia 2004 tamże) – polski prawnik, pisarz, dziennikarz, oficer kawalerii Wojska Polskiego i Armii Krajowej.

## Życiorys
W młodości ukończył naukę w Prywatnym Gimnazjum Męskim Aleksego Zimowskiego w Łodzi. Od 19 września 1934 roku do 15 lipca 1935 roku był słuchaczem Szkoły Podchorążych Rezerwy Kawalerii w Grudziądzu. Szkołę ukończył z 1. lokatą w stopniu tytularnego plutonowego podchorążego. Praktykę odbył w 2 pułku strzelców konnych w Hrubieszowie. W 1937 roku został mianowany podporucznikiem w korpusie oficerów rezerwy kawalerii. Brał udział w kampanii wrześniowej w 1939 (4 pułk Ułanów Zaniemeńskich); internowany, do kwietnia 1940 przebywał w obozie na Litwie. Po ucieczce współpracował z egzekutywą Kedywu Okręgu Wileńskiego AK, od 1943 był jej dowódcą, brał udział w akcji „Burza". W październiku 1944 aresztowany przez NKWD, wyrok 15 lat zsyłki, 12 lat spędził w łagrze w Workucie, gdzie pracował w kopalni jako elektryk. Gdy powrócił do Polski w 1956 na łamach „Nowej Kultury” opublikował artykuł Cztery listy z Workuty, pierwszą publikację o łagrach w Polsce.
Podjął pracę w Polskim Radiu i Telewizji Polskiej, również współpracownik „Dziennika Łódzkiego” (autor cotygodniowych felietonów). W 1975 wstąpił do ZLP, w czasie stanu wojennego działał w nielegalnych strukturach związku. Publicysta miesięczników „Aspekt Polski”, „Kultura i Biznes”. Od 1990 redagował i wydawał miesięcznik „Wiano” (trybuna AK-owców wileńskich). Założył w Łodzi Muzeum AK Okręgu Wileńskiego. Działał w Towarzystwie Przyjaciół Łodzi oraz Stowarzyszeniu Pisarzy Polskich. Od lipca 1994 roku jako mentor tradycji kawalerii nawiązał współpracę z dowódcą 25 Dywizją Kawalerii Powietrznej w Łodzi celem konsultacji przejęcia tradycji kawaleryjskiej w 251 pułku kawalerii powietrznej w Leźnicy Wielkiej. Od stycznia 1995 współtworzył tradycję i barwy kawalerii II RP z zaprzyjaźnionym szefem poddziału 1 szwadronu kawalerii z 251 pułku kawalerii powietrznej, który natchnął autora do napisania Legendy Jazdy Polskiej.
Był laureatem wielu nagród, m.in. Nagrody Miasta Łodzi (1995) i Medalu Europy (2000, przyznanego przez Federację Zjednoczonych Kombatantów w Paryżu). Został odznaczony Orderem Wojennym Virtuti Militari 5 klasy, Krzyżem Walecznych, Krzyżem Oficerskim Orderu Odrodzenia Polski (1993), a w 1999 awansowany na podpułkownika rezerwy WP.
Absolwent Wydziału Prawa Uniwersytetu Łódzkiego. Recenzent wielu prac naukowych z dziedziny kawalerii. Należał do Polskiej Korporacji Akademickiej Patria. W 2017 został laureatem nagrody honorowej „Świadek Historii” przyznanej przez Instytut Pamięci Narodowej.

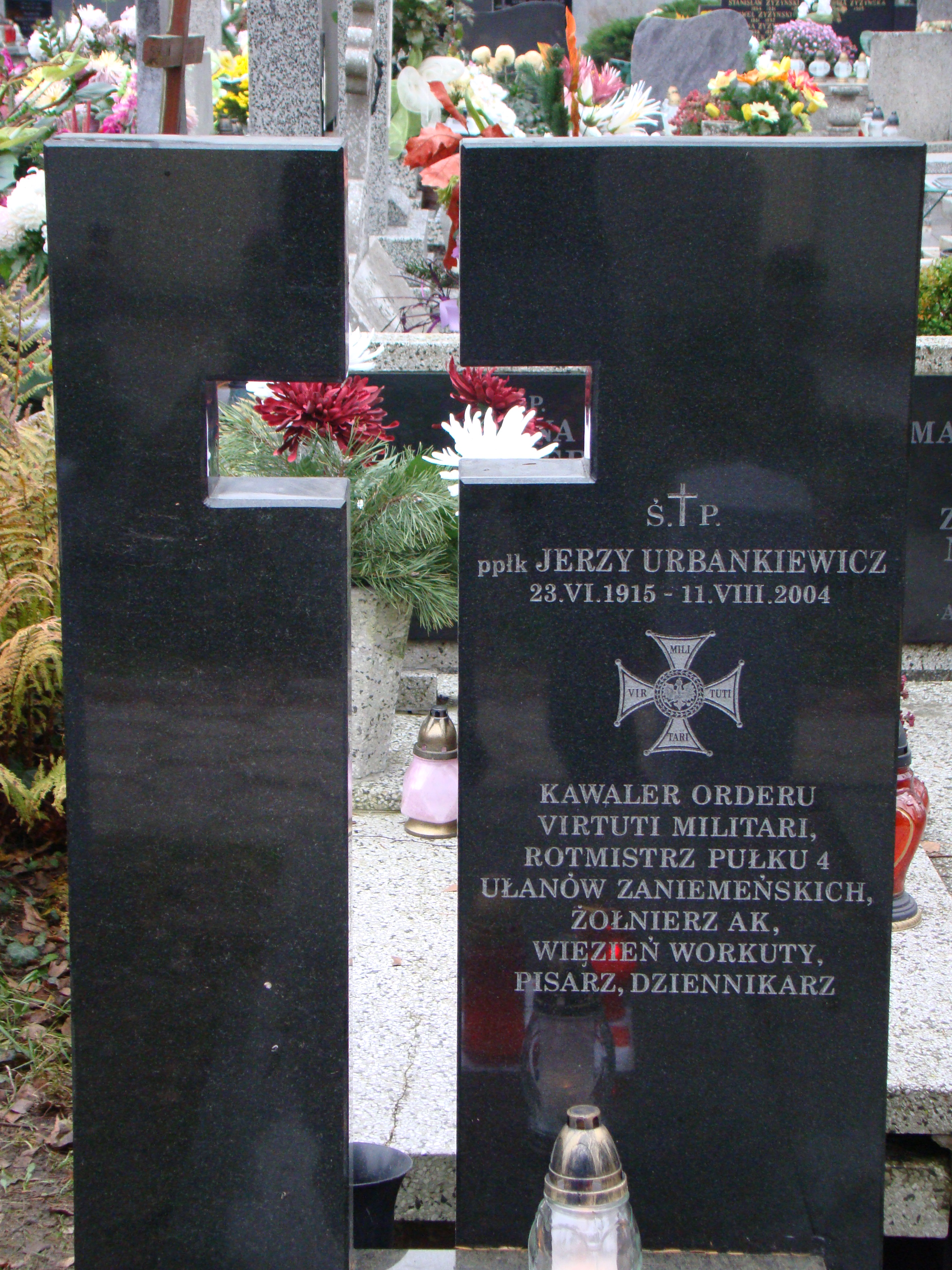
Grób Jerzego Urbankiewicza – cmentarz św. Anny w Łodzi

Pochowany na cmentarzu św. Anny w Łodzi.

## Twórczość
Autor książek poświęconych tematyce łódzkiej i wojskowej:
- Sukiennice nad Łódką, Łódź 1968
- Za płotem Paradyzu, Łódź 1969
- Prawie Pitaval, Łódź 1973
- Złotook, Warszawa 1978
- Sezon w Łodzi nie zaszkodzi, Łódź 1978
- Śledztwo w sprawie Geo-2a, Warszawa 1980
- Dwa stopnie Celsjusza, Łódź 1982
- Czerwone goździki stępiają wrażliwość, Lublin 1984
- Passe-partout w ciepłym kolorze, Łódź 1984
- Szmerek na widowni, Łódź 1984
- Gdzie są konie z tamtych lat, Łódź 1986
- Szabla zardzewiała..., Warszawa 1991
- Trzeci dzień purgi, Białystok 1994
- Parchy Szwaby Goje, Łódź 1995
- Workuta, Łódź 1995
- Legenda Jazdy Polskiej, Łódź 1996–1997